# Черевиченко, Яков Тимофеевич
Я́ков Тимофе́евич Черевиче́нко (30 сентября (12 октября) 1894, село Новосёловка (ныне Ростовская область), Российская империя — 4 июля 1976, Москва, СССР) — советский военачальник, генерал-полковник (1941 год).

## Детство и юность
Родился в селе Новоселовка ныне Пролетарского района Ростовской области. Из крестьян. Окончил сельскую двухлетнюю школу в 1910 году. С 1905 года работал по найму, с 1910 года — ученик столяра, с 1912 года — столяр на предприятиях в своем уезде.

## Первая мировая и Гражданская войны
В 1914 году призван в Русскую императорскую армию, участник Первой мировой войны на Румынском фронте, старший унтер-офицер. В ноябре 1917 года покинул армию, вернулся на родину и вступил в красный партизанский отряд, действовавший на территории Области Войска Донского, с января 1918 года — командовал в нём взводом. Активный участник Гражданской войны. В Красной Армии с октября 1918 года, когда его отряд влился в регулярную армию, назначен заместителем командира эскадрона 1-го Советского Социалистического кавалерийского полка, в 13-м и 19-м кавалерийских полках 4-й кавалерийской дивизии. С июня 1919 года командовал эскадроном. Член РКП(б) с 1919 года. С сентября 1919 года воевал в составе 1-й Конной армии, заместитель командира 1-й кавалерийской бригады, с октября этого года — командир эскадрона в этой бригаде 4-й кавалерийской дивизии. С ноября 1920 года командовал 19-м кавалерийским полком в той же дивизии. До 1924 года продолжал службу в 1-й Конной армии на Северном Кавказе — с 1921 года командовал кавалерийским дивизионом, с 1923 года — заместитель командира полка. Участвовал в боевых действиях против войск генералов П. Н. Краснова, А. И. Деникина, П. Врангеля, армий Германии, Австро-Венгрии и Польши, формирований Н. Махно и многочисленных бандформирований и крестьянских восстаний. В Гражданской войне был 5 раз ранен и 2 раза контужен.

## Образование
- учебная команда (1915),
- Таганрогские кавалерийские курсы (1921),
- Ленинградская высшая кавалерийская школа (февраль 1923 — октябрь 1924),
- кавалерийские КУКС (1929),
- военно-политические курсы подготовки командиров-единоначальников при Военно-политической академии им. Н. Г. Толмачева (1931),
- Военная академия РККА им. М. В. Фрунзе, Особый факультет (октябрь 1933 — декабрь 1935).

## Межвоенный период
Окончил кавалерийские курсы (1921), Высшую кавалерийскую школу в Ленинграде (1924), Военную академию имени М. В. Фрунзе (1935). С октября 1924 года — заместитель командира, с июня 1926 года командир и комиссар кавалерийского полка, затем отдельного кавалерийского эскадрона в 4-й кавалерийской дивизии. С августа 1927 года — командир и комиссар 91-го кавалерийского полка 12-й кавалерийской дивизии, с ноября 1931 года — командир и комиссар 76-го Краснознамённого кавалерийского полка 12-й кавалерийской дивизии. С октября 1933 по декабрь 1935 г. — слушатель особого факультета при Военной Академии им. Фрунзе. С декабря 1935 года командовал 63-м кавалерийским полком в Московском военном округе. С апреля 1936 года — заместитель командира 31-й кавалерийской дивизии, с июня 1937 года — её командир. С марта 1938 года — командир 3-го кавалерийского корпуса Западного Особого военного округа и армейской кавалерийской группой.
Во время похода РККА в Бессарабию и Северную Буковину в июне-июле 1940 года был командующим армейской кавалерийской группой 12-й армии Южного фронта. С июля 1940 года — командующий войсками Одесского военного округа. Генерал-полковник (22.02.1941).

## Великая Отечественная война
Участник Великой Отечественной войны. Во время войны командовал 9-й армией (22 июня — 9 сентября 1941 года) на Южном фронте. Участвовал во главе армии в оборонительной операции в Молдавии и оборонительных сражениях на юге Украины (Тираспольско-Мелитопольская оборонительная операция), в ходе которых советские войска с тяжёлыми боями вынуждены были отступать. В сентябре 1941 года решением Южного фронта был снят с командования 9-й армией и был отозван в распоряжение Главнокомандующего войсками Юго-Западного направления Маршала Советского Союза С. К. Тимошенко и по его приказу организовывал оборону на харьковском направлении, вступив в командование 21-й армией.
20 сентября 1941 года Черевиченко был назначен командующим 32-й армией Резервного фронта, но из-за начавшегося вскоре немецкого наступления на Москву и окружения армии в должность не вступил.
С 5 октября по 24 декабря 1941 года — командующий Южным фронтом, войска которого к тому времени проводили Донбасско-Ростовскую стратегическую оборонительную операцию в крайне неблагоприятной ситуации, они вынуждены были оставить Донбасс в ходе Донбасской оборонительной операции, затем провели Ростовскую оборонительную операцию, а 28 ноября 1941 года освободили Ростов-на-Дону в ходе Ростовской наступательной операции, что стало одной из первых крупных побед Красной Армии в 1941 году. С 24 декабря 1941 по 2 апреля 1942 года командовал Брянским фронтом, войска которого участвовали в контрнаступлении под Москвой, освободив Ливны, Верховье, Новосиль, Чернь, Скуратово, Орловку, Горбачёво и ряд других населённых пунктов и выйдя на дальние подступы к Орлу и Брянску. С апреля 1942 года — заместитель командующего войсками Северо-Кавказского направления, затем Северо-Кавказского фронта, с сентября 1942 года — командующий Приморской группой войск Северо-Кавказского фронта и Черноморской группой войск Закавказского фронта, войска которой участвовали в Битве за Кавказ. С 15 октября 1942 по 27 февраля 1943 года командовал 5-й армией Западного фронта. Во время подготовки к наступательной операции по уничтожению немецкой группировки в Ржевско-Вяземском выступе 22—26 февраля 1943 года провёл локальную армейскую операцию по освобождению города Гжатск, не достигшую результата и повлёкшую большие потери 352-й и 29-й гвардейской стрелковых дивизий, причём из состава последней у деревни Лёскино героически сражался в окружении и по причине неразберихи при руководстве операции и её плохой подготовки армией практически полностью погиб направленный в разведку боем лыжный батальон. При разборе поражения командующий армией Я. Т. Черевиченко попытался свалить вину за гибель батальона на командира дивизии полковника А. Т. Стученко, однако после расследования обстоятельств случившегося именно Черевиченко был признан главным виновником и снят с должности с формулировкой «не справившийся с выполнением боевых задач» (одновременно со схожей формулировкой был снят с должности и командующий Западным фронтом И. С. Конев), а Стученко получил одновременно строгий выговор и предупреждение о несоответствии занимаемой должности.
С февраля по апрель 1943 года Черевиченко был в распоряжении Ставки Верховного Главнокомандования, в апреле-сентябре 1943 года — заместитель командующего Северо-Западным фронтом, с сентября 1943 по январь 1944 года — командующий войсками Харьковского военного округа. С января 1944 — в распоряжении Ставки ВГК, был в распоряжении Военных советов 2-го Белорусского (июнь — декабрь 1944) и 1-го Белорусского (февраль-апрель 1945) фронтов. С 27 апреля 1945 года — командир 7-го стрелкового корпуса, принимавшего непосредственное участие в штурме Берлина.

## После войны
После окончания Великой Отечественной войны командовал 79-м Берлинским стрелковым корпусом. В этой должности подписал представление младшего лейтенанта Алексея Береста, под руководством которого Михаил Егоров и Мелитон Кантария водрузили Знамя Победы над Рейхстагом, к званию Героя Советского Союза. С июня 1946 года командовал 29-м стрелковым корпусом, с 1948 года — помощник командующего войсками Таврического военного округа. С апреля 1950 — в отставке. Вёл большую военно-патриотическую работу, был председателем совета ветеранов 1-й Конной армии.
Депутат Верховного Совета СССР 1-го созыва (1941—1946). Кандидат в члены ЦК ВКП(б) в 1941—1947.

## Воинские звания
- Полковник (30.12.1935)
- Комбриг (17.02.1938)
- Комдив (8.03.1938)
- Комкор (4.11.1939)
- Генерал-лейтенант (4.06.1940)
- Генерал-полковник (22.02.1941)

## Награды
- 2 ордена Ленина (22.02.1941, 21.02.1945)[8]
- орден Октябрьской Революции (11.10.1974)
- 4 ордена Красного Знамени (1923, 22.02.1938, 3.11.1944, 24.06.1948)
- орден Кутузова 1-й степени (29.07.1944)
- орден Суворова 2-й степени (29.05.1945)
- орден Красной Звезды (28.10.1967)
- медали, в том числе «За оборону Севастополя», «За оборону Кавказа», «За взятие Берлина», «За Победу над Германией»
- Орден «Крест Грюнвальда» 3-го класса (Польша, 1946)
- медаль «За Одру, Нису и Балтику» (Польша, 1946)

## Сочинения
- Черевиченко Я. Т. Схватка у Маныча // Против Деникина. Воспоминания / Сост. и научный ред. А. П. Алексашенко. — М.: Воениздат, 1969. — 406 с. — Тираж 50 000 экз.
- Черевиченко Я. Т. Так начиналась война. // Война. Народ. Победа. 1941—1945: Статьи. Очерки. Воспоминания. / Составители Данишевский И. М., Таратута Ж. В. Кн. 1. — 2-е изд., доп. — М.: Политиздат, 1983.